# سوسیداد کامرشال دل پلاتا
سوسیداد کامرشال دل پلاتا (به اسپانیایی: Sociedad Comercial del Plata) شرکت هلدینگ سرمایه‌گذاری آرژانتینی است، که سرمایه‌گذاری‌های متعددی در حوزه‌های انرژی، ساخت‌وساز و املاک، گردشگری و حمل‌ونقل ریلی دارد.
این شرکت در سال ۱۹۲۷ به‌عنوان یک شرکت مشاوره املاک در شهر بوئنوس آیرس تأسیس شد. بخشی از سهام شرکت سوسیداد کامرشال دل پلاتا در بازار بورس بوئنوس آیرس معامله می‌شود.